# Рыбар, Павол
Павол Рыбар (словац. Pavol Rybár; род. 12 октября 1971 года, Скалица, Чехословакия) — словацкий хоккеист, игравший на позиции вратаря.

## Карьера
Воспитанник хоккейной школы ХК 36 Скалица. Выступал за ХК 36 Скалица, ХК «Топольчани», ХК «Нитра», ХК «Спишска Нова Вес», ХК «Зноемшти Орле», «Слован» (Братислава), «Амур» (Хабаровск), ХК «Гомель».
В составе национальной сборной Словакии провёл 63 матча; участник зимних Олимпийских игр 2002, участник чемпионатов мира 1997, 2000, 2001 и 2003.

## Достижения
- Медаль Президента Словацкой Республики (14 мая 2003 года)[1]
- Серебряный призёр чемпионата мира (2000), бронзовый призёр (2003)
- Чемпион Словакии (2002, 2003, 2005), серебряный призёр (2009)
- Обладатель Континентального кубка (2004)